# باندورا (أوهايو)
باندورا (بالإنجليزية: Pandora, Ohio)‏ هي بلدة تقع في الولايات المتحدة في مقاطعة بتنام، أوهايو. يقدر عدد سكانها بـ 1,153 نسمة ومساحتها 2.38 كم2 وترتفع عن سطح البحر 236 متر.

## التركيبة السكانية
قام مكتب تعداد الولايات المتحدة بتحديد بيانات التركيبة السكانية لباندورا في تعداد الولايات المتحدة. في ما يلي، التركيبة السكانية حسب تعدادي 2000 و2010.

### تعداد عام 2000
بلغ عدد سكان باندورا 1,188 نسمة بحسب تعداد عام 2000، وبلغ عدد الأسر 442 أسرة وعدد العائلات 331 عائلة مقيمة في القرية. في حين سجلت الكثافة السكانية 1,462.0 نسمة لكل ميل مربع (564.5/كم2). وبلغ عدد الوحدات السكنية 458 وحدة بمتوسط كثافة قدره 563.7 نسمة لكل ميل مربع (217.6/كم2).
وتوزع التركيب العرقي للقرية بنسبة 98.74% من البيض و 0.34% من الأمريكيين الأفارقة و 0.34% من عرقين مختلطين أو أكثر.
بلغ عدد الأسر 442 أسرة كانت نسبة 35.5% منها لديها أطفال تحت سن الثامنة عشر تعيش معهم، وبلغت نسبة الأزواج القاطنين مع بعضهم البعض 64.7% من أصل المجموع الكلي للأسر، ونسبة 6.3% من الأسر كان لديها معيلات من الإناث دون وجود شريك، وكانت نسبة 25.1% من غير العائلات. تألفت نسبة 22.6% من أصل جميع الأسر من أفراد ونسبة 10.9% كانوا يعيش معهم شخص وحيد يبلغ من العمر 65 عاماً فما فوق. وبلغ متوسط حجم الأسرة المعيشية 2.96، أما متوسط حجم العائلات فبلغ 2.51.
بلغ العمر الوسطي للسكان 38 عاماً. وكانت نسبة 24.8% من القاطنين تحت سن الثامنة عشر، وكانت نسبة 7.7% بين الثامنة عشر والأربعة وعشرون عاماً، ونسبة 27.5% كانت واقعةً في الفئة العمرية ما بين الخامسة والعشرون حتى والأربعة وأربعون عاماً، ونسبة 19.6% كانت ما بين الخامسة والأربعون حتى الرابعة والستون، ونسبة 20.4% كانت ضمن فئة الخامسة والستون عاماً فما فوق. يوجد لكل 100 أنثى 90.4 ذكر، ويوجد لكل 100 أنثى في الثامنة عشر من عمرها فما فوق 86.0 ذكر.
بلغ متوسط دخل الأسرة في القرية 42,174 دولار، أما متوسط دخل العائلة فبلغ 49,500 دولار. وكان متوسط دخل الذكور 36,597 دولار مقابل 21,830 دولار للإناث. وسجل دخل الفرد الخاص بالقرية 17,816 دولار. وكانت نسبة 2.7% من العائلات ونسبة 4.0% من السكان تحت خط الفقر، وكان من هؤلاء نسبة 2.5% تحت سن الثامنة عشر ونسبة 4.7% في الخامسة والستين من العمر وما فوق.

### تعداد عام 2010
بلغ عدد سكان باندورا 1,153 نسمة بحسب تعداد عام 2010، وبلغ عدد الأسر 452 أسرة وعدد العائلات 320 عائلة مقيمة في القرية. في حين سجلت الكثافة السكانية 1,281.1 نسمة لكل ميل مربع (494.6/كم2). وبلغ عدد الوحدات السكنية 486 وحدة بمتوسط كثافة قدره 540.0 لكل ميل مربع (208.5/كم2).
وتوزع التركيب العرقي للقرية بنسبة 97.2% من البيض و 0.3% من الأمريكيين الأصليين و 0.3% من الأمريكيين الأفارقة و 0.6% من عرقين مختلطين أو أكثر.
بلغ عدد الأسر 452 أسرة كانت نسبة 31.9% منها لديها أطفال تحت سن الثامنة عشر تعيش معهم، وبلغت نسبة الأزواج القاطنين مع بعضهم البعض 58.8% من أصل المجموع الكلي للأسر، ونسبة 8.2% من الأسر كان لديها معيلات من الإناث دون وجود شريك، بينما كانت نسبة 3.8% من الأسر لديها معيلون من الذكور دون وجود شريكة وكانت نسبة 29.2% من غير العائلات. تألفت نسبة 27.0% من أصل جميع الأسر من أفراد ونسبة 10.9% كانوا يعيش معهم شخص وحيد يبلغ من العمر 65 عاماً فما فوق. وبلغ متوسط حجم الأسرة المعيشية 2.91، أما متوسط حجم العائلات فبلغ 2.43.
بلغ العمر الوسطي للسكان 40 عاماً. وكانت نسبة 24.4% من القاطنين تحت سن الثامنة عشر، وكانت نسبة 6.8% بين الثامنة عشر والأربعة وعشرون عاماً، ونسبة 25.6% كانت واقعةً في الفئة العمرية ما بين الخامسة والعشرون حتى والأربعة وأربعون عاماً، ونسبة 24.6% كانت ما بين الخامسة والأربعون حتى الرابعة والستون، ونسبة 18.6% كانت ضمن فئة الخامسة والستون عاماً فما فوق. وتوزع التركيب الجنسي للسكان بنسبة 49.1% ذكور و50.9% إناث.